# Gun Interactive
Gun Interactive (раніше називалася Gun Media) — американський видавець відеоігор, розташований у Лексінгтоні, штат Кентуккі.

## Історія
Компанія була заснована Ронні Гоббсом та Весом Келтнером у 2010 році.
Свою діяльність вона розпочала у 2012 році. 17 липня 2013 року вийшла перша гра компанії, Breach & Clear, а 21 липня 2015 року - її продовження Deadline.
25 листопада 2015 року Gun Media випустила свою першу консольну гру — Speakeasy для PlayStation 4. Гра отримала 3/10 від GameSpot і більше не доступна в PlayStation Network.
У 2015 році Ренді Ґрінбек, виконавчий продюсер і директор компанії, створив дві кампанії для Friday the 13th: The Game на Kickstarter і BackerKit. В результаті двох кампаній гра зібрала приблизно 1,1 мільйона доларів США, ставши 106-м найбільш краудфандинговим проєктом усіх часів. Раніше, до команди звернувся режисер фільму П'ятниця 13-те (1980) Шон Каннінгем і запропонував команді ліцензію на відеогру, на що вони погодилися. Гра почала розроблятися денверською студією IllFonicпід назвою Slasher Vol. 1: Summer Camp, але згодом стала відомою як нова гра, реліз якої було відкладено з жовтня 2015 року на 2016 рік.
У січні 2016 року IllFonic та Gun Media виступили на конференції для розробників PAX South і презентували там альфа-версію гри, а в червні на виставці E3 2016 представили демо-версію гри, запланувавши її реліз на жовтень 2016 року. У вересні 2021 року Gun Media провела ребрендинг, та перейменувалася на Gun Interactive.

## Відеоігри
| Рік  | Назва                        | Розробник                        | Платформа                                                                  |
| ---- | ---------------------------- | -------------------------------- | -------------------------------------------------------------------------- |
| 2013 | Breach & Clear               | Mighty Rabbit Studios            | Android, iOS, macOS, Microsoft Windows, Linux, PlayStation Vita            |
| 2014 | Speakeasy                    | Super Soul                       | PlayStation 4                                                              |
| 2015 | Breach & Clear: Deadline     | Mighty Rabbit Studios, Gun Media | macOS, Microsoft Windows, Linux, PlayStation4, Xbox One                    |
| 2017 | Friday the 13th: The Game    | IllFonic                         | Microsoft Windows, Nintendo Switch, PlayStation 4, Xbox One                |
| 2019 | Layers of Fear 2             | Bloober Team                     | Microsoft Windows, Nintendo Switch, PlayStation 4, Xbox One                |
| 2023 | The Texas Chain Saw Massacre | Sumo Nottingham                  | Microsoft Windows, PlayStation 4, PlayStation 5, Xbox One, Xbox Series X/S |